# Slowakische Basketballnationalmannschaft der Damen
Die slowakische Basketballnationalmannschaft der Damen vertritt die Slowakei im internationalen Basketball und wird von der Slovak Basketball Association – (slowakisch Slovenská basketbalová asociácia) – organisiert. Die Slowakei ist eine der jüngeren Basketballnationalmannschaften aus Europa. Nach Auflösung der Tschechoslowakei trat sie als einer der beiden Nachfolgestaaten 1993 der FIBA bei.
Die erste Teilnahme der Slowakei an einem großen internationalen Turnier war bei der Europameisterschaft 1993. Die Mannschaft hat insgesamt dreizehn Mal an einer Europameisterschaft teilgenommen. Größter Erfolg war die Silbermedaille bei der Europameisterschaft 1997. Außerdem konnte die Slowakei zweimal an einer Weltmeisterschaft und einmal an den Olympischen Spielen teilnehmen.

## Abschneiden bei internationalen Wettbewerben

### Olympische Spiele
| - 2000 – 7. Platz |

### Weltmeisterschaften
| - 1994 – 5. Platz - 1998 – 8. Platz |

### Europameisterschaften
| - 1993 – . Platz - 1995 – 04. Platz - 1997 – . Platz - 1999 – 04. Platz - 2009 – 08. Platz | - 2003 – 07. Platz - 2009 – 08. Platz - 2011 – 13. Platz - 2013 – 12. Platz - 2015 – 09. Platz | - 2017 – 08. Platz - 2021 – 13. Platz - 2023 – 12. Platz |

## Kader
Eine Übersicht des aktuellen Kaders – für die Europameisterschaft 2023 – findet sich beispielsweise auf der englischsprachigen Fassung dieses Artikels.